# Alamos (cráter)
Alamos es el nombre de un cráter de impacto en el planeta Marte situado a 23.8° Norte y -37.2° Oeste. El impacto causó un abertura de 6.3 kilómetros de diámetro en la superficie del planeta. El nombre fue aprobado en 2006 por la Unión Astronómica Internacional en honor a la localidad mexicana de Álamos, en el estado de Sonora.